# Erich Salkowski
Erich Salkowski (Węgorzewo (em alemão:  Angerburg), Prússia Oriental, 3 de fevereiro de 1881 – Babelsberg, Potsdam, 15 de julho de 1943) foi um matemático alemão.

## Vida
É provavelmente filho do pastor Philipp Salkowski, que trabalhou de 1875 a 1881 em Angerburg. Salkowski foi de 1903 a 1908 assistente de geometria descritiva e matemática superior na Universidade Técnica de Berlim (TH Berlin). Obteve um doutorado em 1904 na Universidade de Jena, orientado por August Gutzmer, com a tese Zur Bewegung eines Punktes auf Rotationsflächen. De 1906 a 1915 lecionou no Kaiser Wilhelm Realgymnasium em Berlim.
Ao mesmo tempo foi desde 1907 Privatdozent na TH Berlin, onde foi em 1911 professor, mas mudou-se em 1 de abril de 1915 como professor de matemática para arquitetos e químicos na Universidade de Hanôver. Em 1921 foi eleito membro da Academia Leopoldina. Em 1927 retornou como professor de geometria descritiva para a TH Berlin.
Seu livro mais reconhecido foi Grundzüge der darstellenden Geometrie (Akademische Verlagsgesellschaft, Leipzig 1928), que foi republicado por Walter Schulze até o ano de 1963 na nona edição em Leipzig.
Publicou na Encyklopädie der mathematischen Wissenschaften em 1920 Dreifach orthogonale Flächensysteme.